# كريس أنجليكا
كريس أنجليكا هي مغنية وممثلة فلبينية، ولدت في 2 يناير 1999.

## وصلات خارجية
- كريس أنجليكا على موقع ميوزك برينز (الإنجليزية)